# 塔拉瓦 (桑博爾區)
49°33′38″N 23°12′30″E / 49.56056°N 23.20833°E
塔拉瓦（烏克蘭語：Тарава），是烏克蘭西部的村莊，隸屬利維夫州的桑比爾區。該村始建於1370年，面積1.3平方公里，海拔高度282米，2001年人口54，人口密度每平方公里41.54人。